# 李煕用
李 煕用（リ・ヒヨン、朝鮮語: 리히용）は、朝鮮民主主義人民共和国の政治家。朝鮮労働党中央委員会政治局委員候補、咸鏡北道党委員会委員長、最高人民会議予算委員会委員。2024年現在は平安北道党委員会責任書記。

## 経歴
出生地や生年月日は不明。咸鏡北道党委員会副委員長を経て、2017年10月7日に開催された朝鮮労働党中央委員会第7期第2回総会で、朝鮮労働党中央委員会委員に補選され、咸鏡北道党委員会委員長に任命された。2019年3月に最高人民会議第14期代議員に選出された。同年4月11日に開催された朝鮮労働党中央委員会第7期第4回総会で党中央委員会政治局委員候補に補選され、翌日に開かれた最高人民会議第14期第1回会議で予算委員会委員に選出された。
2020年8月13日に実施された党中央委員会第7期第16回政治局会議で咸鏡北道党委員会委員長を解任された。2024年7月29日、平安北道で起きた水害被害の視察に訪れた金正恩が移動列車内で主宰した党政治局非常拡大会議において、平安北道党責任書記に任命された。

## 参考サイト
북한정보포털
| 先代全承勲 | 咸鏡北道党委員会委員長2017年 - 2020年 | 次代金賛三 |

| 先代朴成哲 | 平安北道党委員会委員長2024年 - 年 | 次代現職 |